# Lucien Wiener
Pour les articles homonymes, voir Wiener.
Lucien Wiener, né le 17 janvier 1828 et mort à Nancy le 30 septembre 1909, est un libraire, relieur, archéologue et conservateur de musée français, membre de l'École de Nancy dès sa création.

## Biographie
La famille juive Wiener, issue de Prague, s'installe à Nancy en 1797. Elle s'intègre à la bourgeoisie nancéienne en une génération. 
Lucien Wiener étudie la reliure dans l'atelier de son père, mais également sous la direction de Charles Capé à Paris, chez qui il séjourne plusieurs années et dont il fut le meilleur élève. Il est un temps libraire-éditeur, au 53, rue des Dominicains à Nancy.

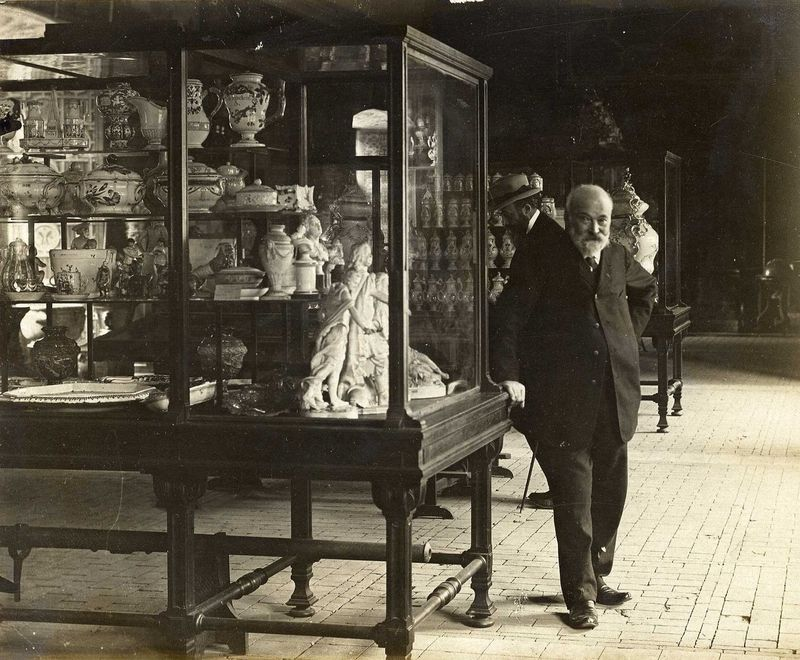
Lucien et René Wiener au Musée lorrain.

Il est l'un des fondateurs de la Société d'archéologie de Lorraine en 1849 et son secrétaire adjoint de 1852 à 1882. Après avoir été l'auxiliaire de Charles Cournault, il devient conservateur en chef du Musée lorrain de 1889 à 1907. Il participe, avec Charles Sadoul, à la reconstitution des collections du musée après l'incendie catastrophique de 1871. Un fonds important de clichés photographiques anciens est légué au musée par lui-même et son fils René  Wiener.
Lucien Wiener est également un important collectionneur qui a considérablement enrichi les collections du Musée Lorrain. Au long de sa vie, il est en contact avec de nombreux artistes vivant à Nancy et dans les environs et il rassemble tous types de pièces : des objets archéologiques aux peintures en passant par les livres et les objets d'art. Plusieurs artistes sont entrés dans sa collection comme Victor Prouvé (Nancy 1858 - Sétif, Algérie 1943), Jean-Jacques Grandville (Nancy 1803 - Vanves 1847), Charles Sellier (Nancy 1830 - Nancy 1882), Eugene von Guérard (Vienne, Autriche 1811 - Londres, Royaume-uni 1901), Victor de Bouillé ou Victor Masson (Pont-à-Mousson 1849 - Toulon 1917), par exemple.

## Œuvres et publications
- « Ordonnance promulguée le 13 mars 1765, fixant le tirage d'une planche représentant le portrait de J. Hordal, gravé en 1627 », 1865.
- Les Vases de la pharmacie de Saint-Charles au Musée lorrain, Crépin-Leblond, 1881, 8 p.
- « Jean Volay et les cartiers lorrains », in Mémoires de la société d'archéologie lorraine et du Musée historique lorrain, 1883, p. 259-320 : ill. [Liste des cartiers lorrains depuis le commencement du XVIIe siècle jusqu'à nos jours], p. 295-296., Texte intégral.
- « Recherches sur l'industrie cartière en Lorraine » 1884.
- Catalogue du Musée historique Lorrain : préhistoire, époques gallo-romaine & mérovingienne, Palais Ducal, 1895, 67 p.
- Yves-Dominique Collin, graveur et peintre en miniature, René Wiener (Nancy), 1885, lire en ligne sur Gallica.
- Musée historique lorrain au palais ducal de Nancy. Catalogue des objets d'art et d'antiquité, 6e édition, René Wiener (Nancy), 1887, lire en ligne sur Gallica.
- Observations sur un mémoire d'Albert Jacquot intitulé "Les Graveurs lorrains", 1890.
- Étude sur les filigranes des papiers lorrains[7], René Wiener (Nancy), 1893.
- « Les bois sculptés dits de Bagard », in La Lorraine Artiste, 2 avril 1893, n°14, p. 221-223, ill., lire en ligne sur Gallica
- Catalogue des objets d'art & d'antiquité, Au Palais ducal et chez René Wiener (Nancy), 1895, Texte intégral.
- « Note sur les sculptures attribuées à l'abbaye de Salival », 1895.
- « Essai de cartographie de la Lorraine », 1896.
- « Dons faits au Musée lorrain », 1896.
- « Le Musée lorrain et le Musée des arts décoratifs », 1900.
- « Note pour servir à l'histoire de la numismatique pendant la minorité de Charles III », 1900.
- « Recherches sur un portrait de Charles Mellin, catalogué jusqu'alors sous le nom de Cl. Gellée, et sur une statuette d'Eustache Pointu, cataloguée jusqu'alors sous le nom de Panpan Devaux », 1903.
- « Pierre de Beaufremont, seigneur de Removille, 1311 », in Revue historique de la Lorraine, 52, 1903, 16.
- À propos d'un prétendu portrait de la princesse Palatine au Musée historique lorrain, [s.d.] impr. de Crépin-Leblond, 3 p.
- « Obsèques. Discours. Publications », 1909.

En collaboration
- avec Dr Gustave Bleicher : « Notice sur la découverte d'une station funéraire de l'âge de bronze à Villey-Saint-Étienne », R. Wiener, 1886, 15 p.

Édition
- Henri Lepage : Lettres et instructions de Charles III duc de Lorraine, relatives aux affaires de la Ligue, Lucien Wiener (Nancy), 1864, Texte intégral.
- Henri Lepage : Les archives de Nancy, ou Documents inédits relatifs à l'histoire de cette ville, Lucien Wiener (Nancy), 1865, Texte intégral.
- Recueil de documents sur l'histoire de Lorraine , [publication de la Société d'archéologie lorraine], 1865, Texte intégral.
- J. Alexandre Schmit : Catalogue descriptif des estampes relatives à la guerre de trente ans en Lorraine pendant la période dite suédoise, 1631-1648, Lucien Wiener (Nancy), 1868, Texte intégral.